# Кубок північноірландської ліги з футболу 2025—2026
Кубок північноірландської ліги 2025—2026 (англ. BetMcLean League Cup) — 39-й розіграш Кубка північноірландської ліги.

## Перший раунд
| Команда 1          | Рахунок | Команда 2            |
| ------------------ | ------- | -------------------- |
| 12 серпня 2025     |         |                      |
| Лісберн Дістіллері | 3:2     | Бенбрідж Таун        |
| Балліклейр Комрадс | 1:2     | Коа Юнайтед          |
| Ньюрі Сіті АФК     | 3:0     | Нокбреда             |
| Окафорд Саннісайт  | 1:5     | Баллімакаш Рейнджерс |
| 16 серпня 2025     |         |                      |
| Дергв'ю            | 3:1     | Ратфріланд Рейнджерс |
| Мойола Парк        | 5:3     | Портстюарт           |